# Noordkaap (Nederland)
Noordkaap is het noordelijkste puntje van het vasteland van Nederland.
De Noordkaap bevindt zich aan noordzijde van de Emmapolder, aan de rand van de gemeente Het Hogeland in de provincie Groningen. Het laatste stukje naar de Noordkaap (de dijk op) is alleen te voet of per fiets te bereiken.
Om de plek te markeren en daarmee (naar analogie van het Drielandenpunt) meer toeristen te trekken liet de toenmalige gemeente Eemsmond in 2002 het kunstwerk ‘De Hemelpoort’ of ‘Poort Kaap Noord’ (gemaakt in 2001) van kunstenaar René de Boer plaatsen. De naam ‘Noordkaap’ is bedacht tegelijk met het plaatsen van het kunstwerk. De plek zelf is niet als ‘uiterste punt’ herkenbaar, omdat de zeedijk ter plekke een licht gebogen tracé heeft.

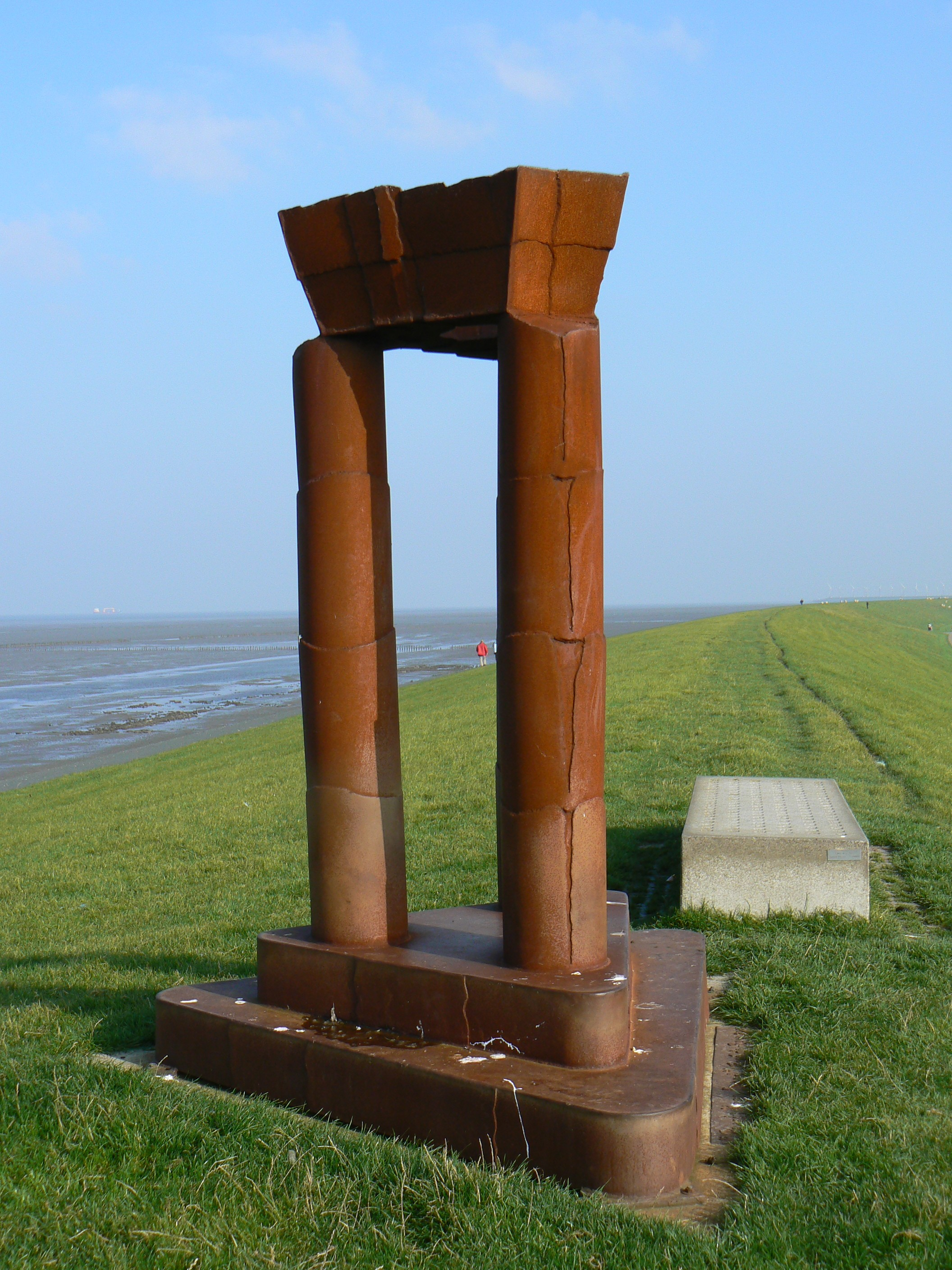
De Hemelpoort/Poort Kaap Noord
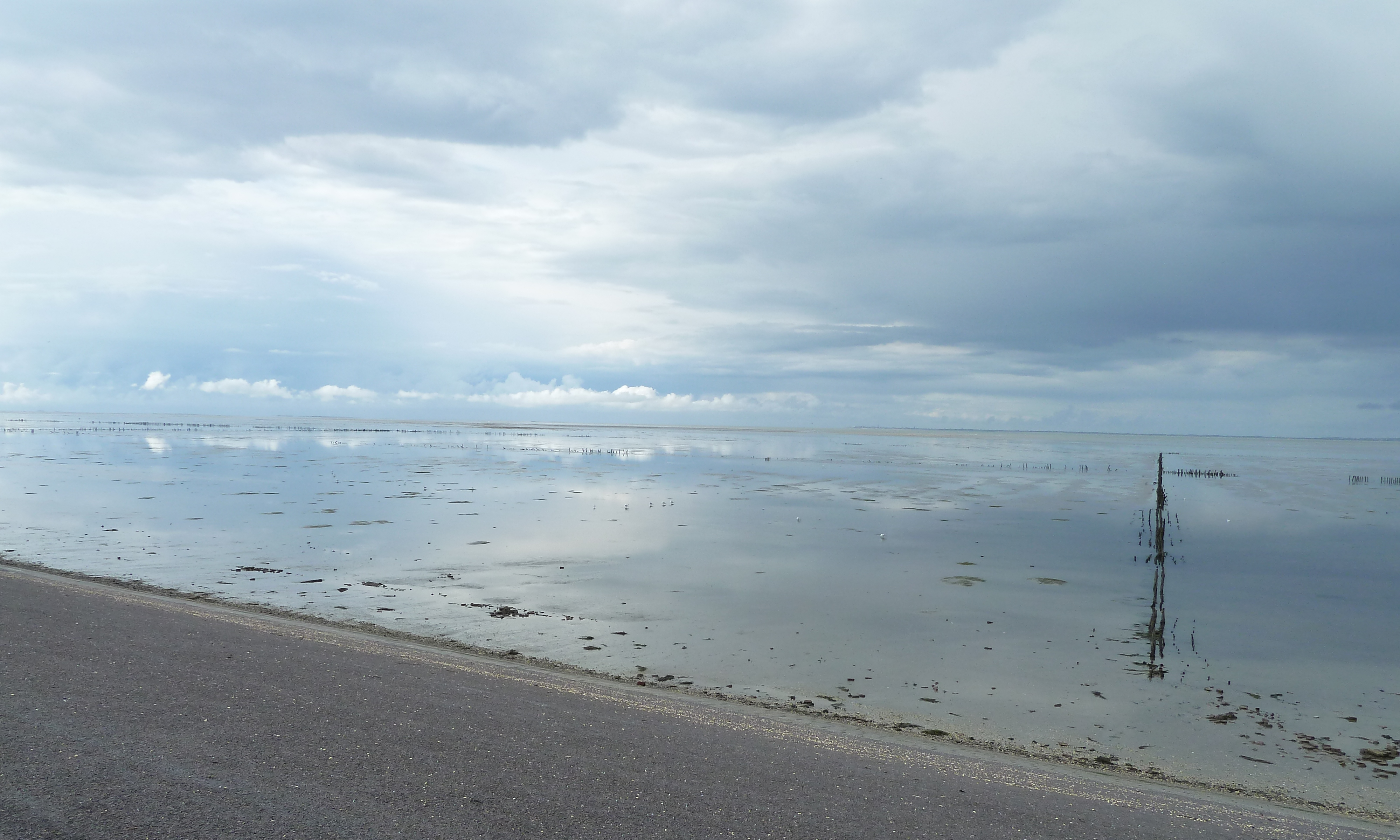
Panorama vanaf het kunstwerk op de Waddenzee
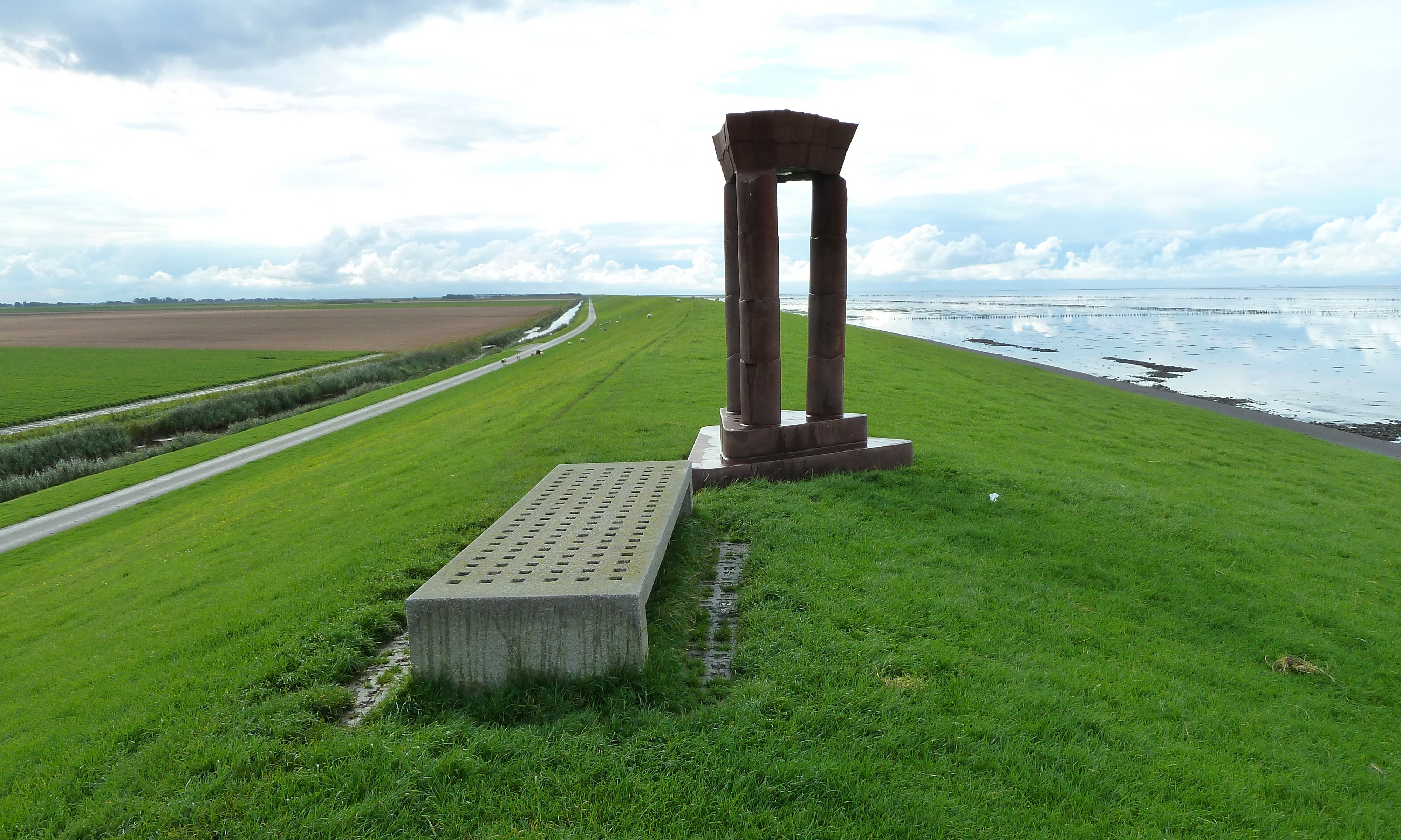
Gezicht richting het westen
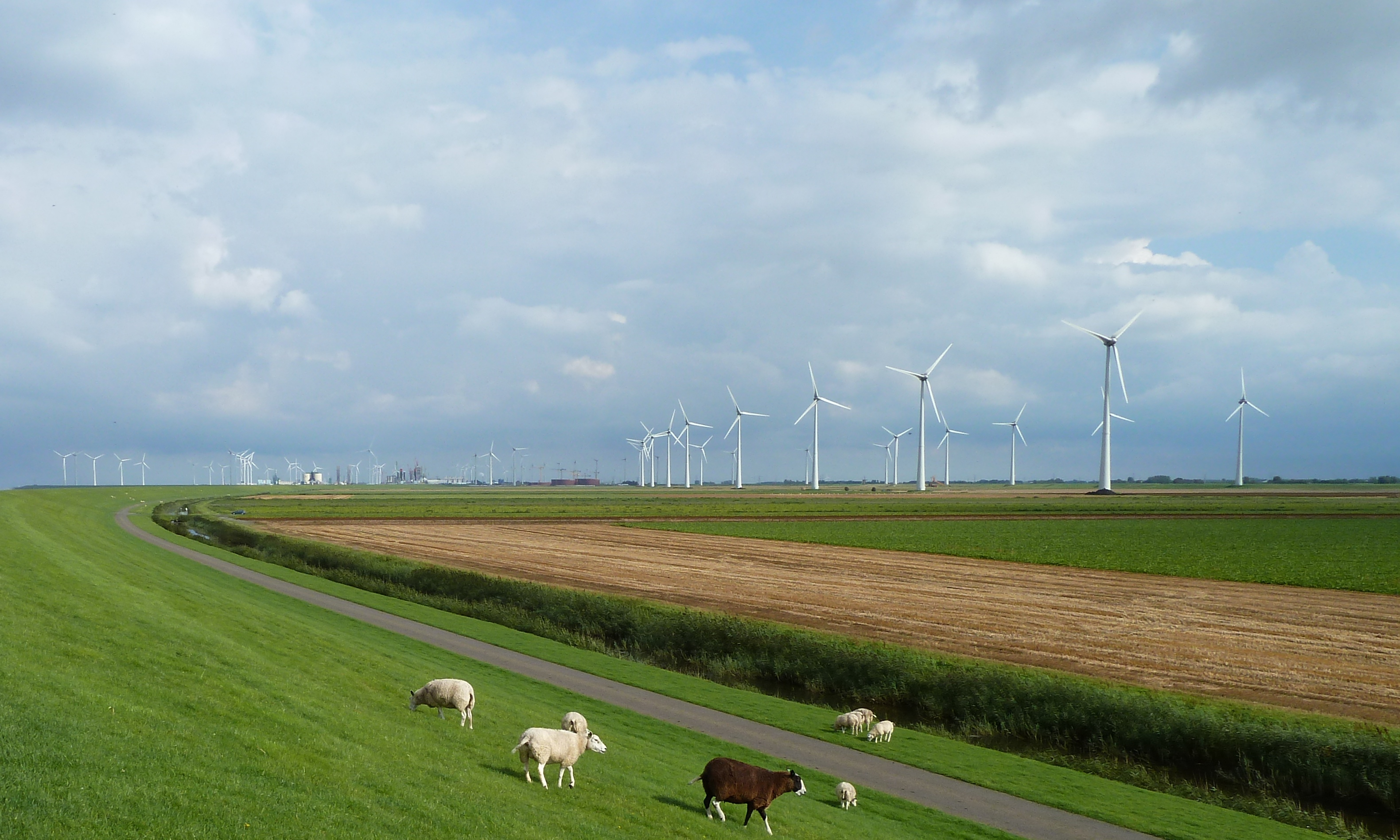
En richting het oosten (Eemshaven)